# Euplectes progne
Euplectes progne là một loài chim trong họ Ploceidae.

## Hình ảnh

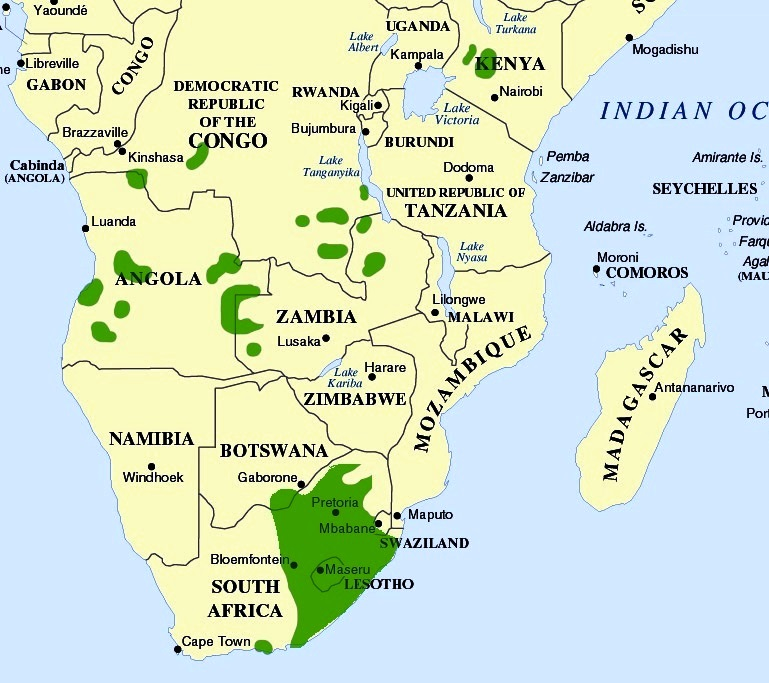
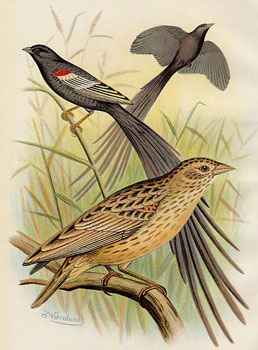
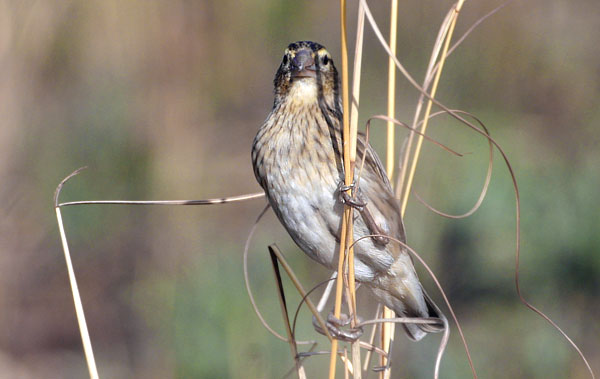
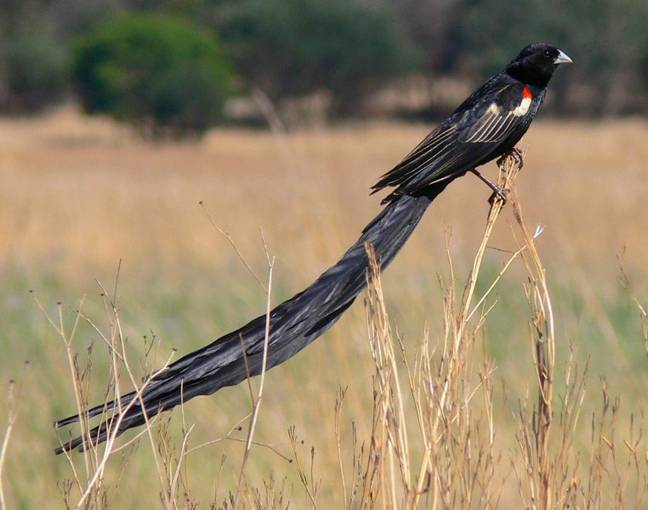